# شربات

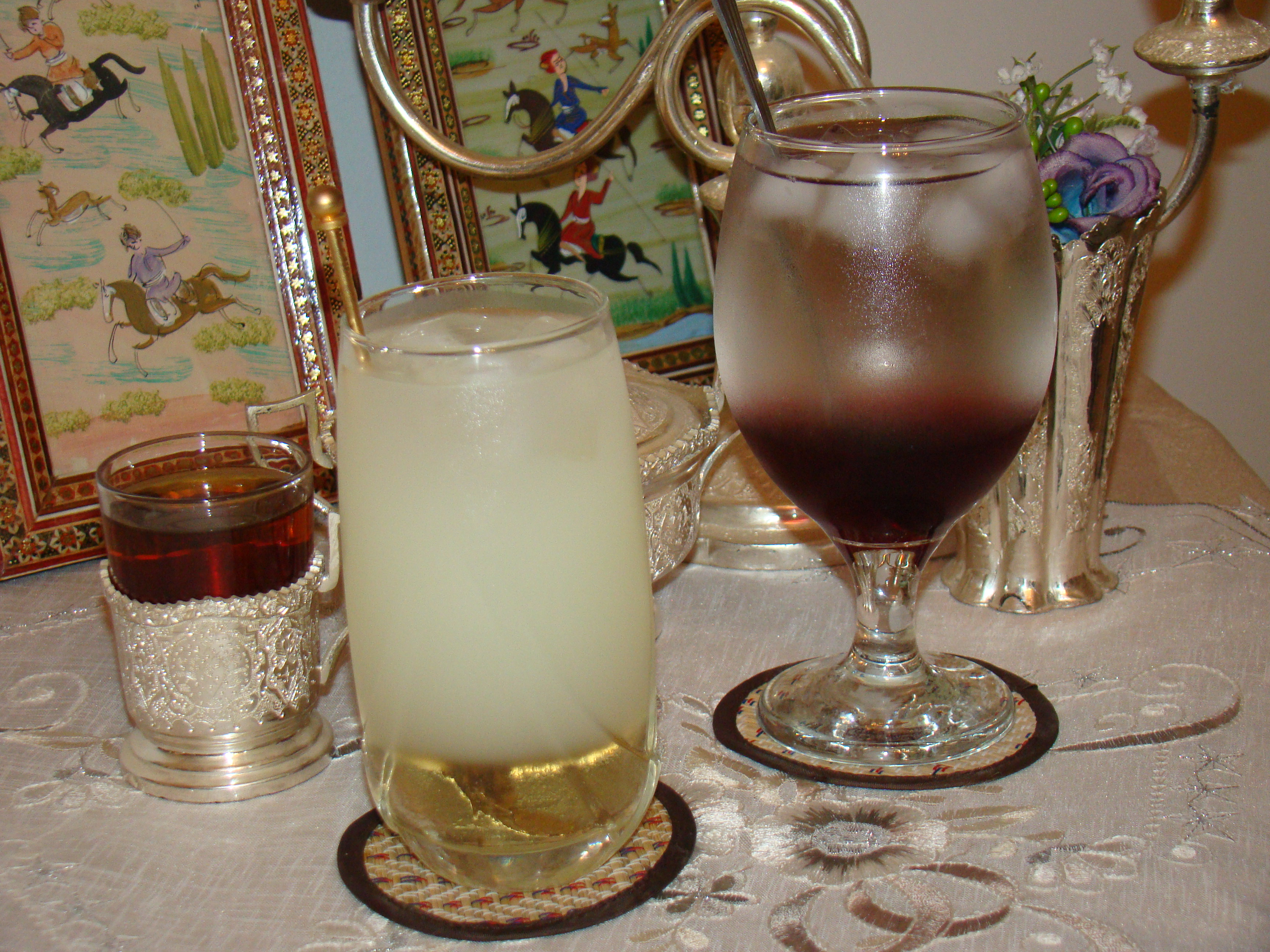
نوعان من الشربات الإيراني (الكأس الوسطى شربات ليمون واليمنى شربات كرز) مع الشاي الإيراني (يسارًا)

الشربات (بالفارسية والأردية: شربت، بالتركية: Şerbet؛ بالأذرية: Şərbət)، مشروب شعبي في الوطن العربي وغرب آسيا، ويكون إعداده عادة من الفواكه أو بتلات الزهور. يُقدّم بارداً ومُحلى بالسكر ومخفف بالماء، ويمكن تقديمه مركّزا ليُتناول مع
 التحلية بالملعقة.
تُصنع الشربات الشعبية من واحد أو أكثر من المكونات التالية: بذور الريحان، ماء الورد، بتلات الورد الطازجة، خشب الصندل، البِيل، الكركديه، الليمون، البرتقال، المانجو، الأناناس، العنب، الفالسة (نشم آسيوي) وبذور الشيا.
يُعد الشربات شائعًا في منازل إيران وتركيا والبوسنة والعالم العربي وأفغانستان وباكستان وبنجلاديش والهند، ويستهلكه المسلمون بشكل شائع عند إفطارهم اليومي خلال شهر رمضان.
يعتبر من المشروبات الإندونيسية، وخاصة الجاوية، ويسمى مشروب السربات، وهو شائع خلال شهر رمضان. أشهرها هو الذي يتم صنعه عن طريق خلط الماء البارد والقطر والشمام المبشور، والمعروف شعبياً باسم سربات بلواه أو شربات الشمام.

### شرباتماء الورد
عرفه المصريون القدماء من آلاف السنين، وكان يصنع حينها من الورد الجوري «البلدي» للونه الاحمر وطعمه المميز ، وكان يباع شراباً مركزاً.
وعرف قديماً بتقديمه في الأفراح والمناسبات السعيدة كنجاح شخص ما في الإمتحانات أو غيره.
وبعد اختفاء الورد الجوري، لجأ المصري إلى الألوان الصناعية مع السكر، وكان يضاف إلى مياه القلل ليعيطها نكهة لذيذة أو لبعض الحلويات مثل الأرز باللبن والمهلبية.

### شربات العسل والليمون
هو القَطر الذّي يوضَعُ على الحلويات أو بِجانِبِها، فهو يُضفي الحلاوة والطّعم اللّذيذ على الطبَق، وتُعتبر من الإضافات الأساسية في مُعظم أطباق الحلويّات العربية ويكون كثيف ومركز.

## الأصل اللغوي

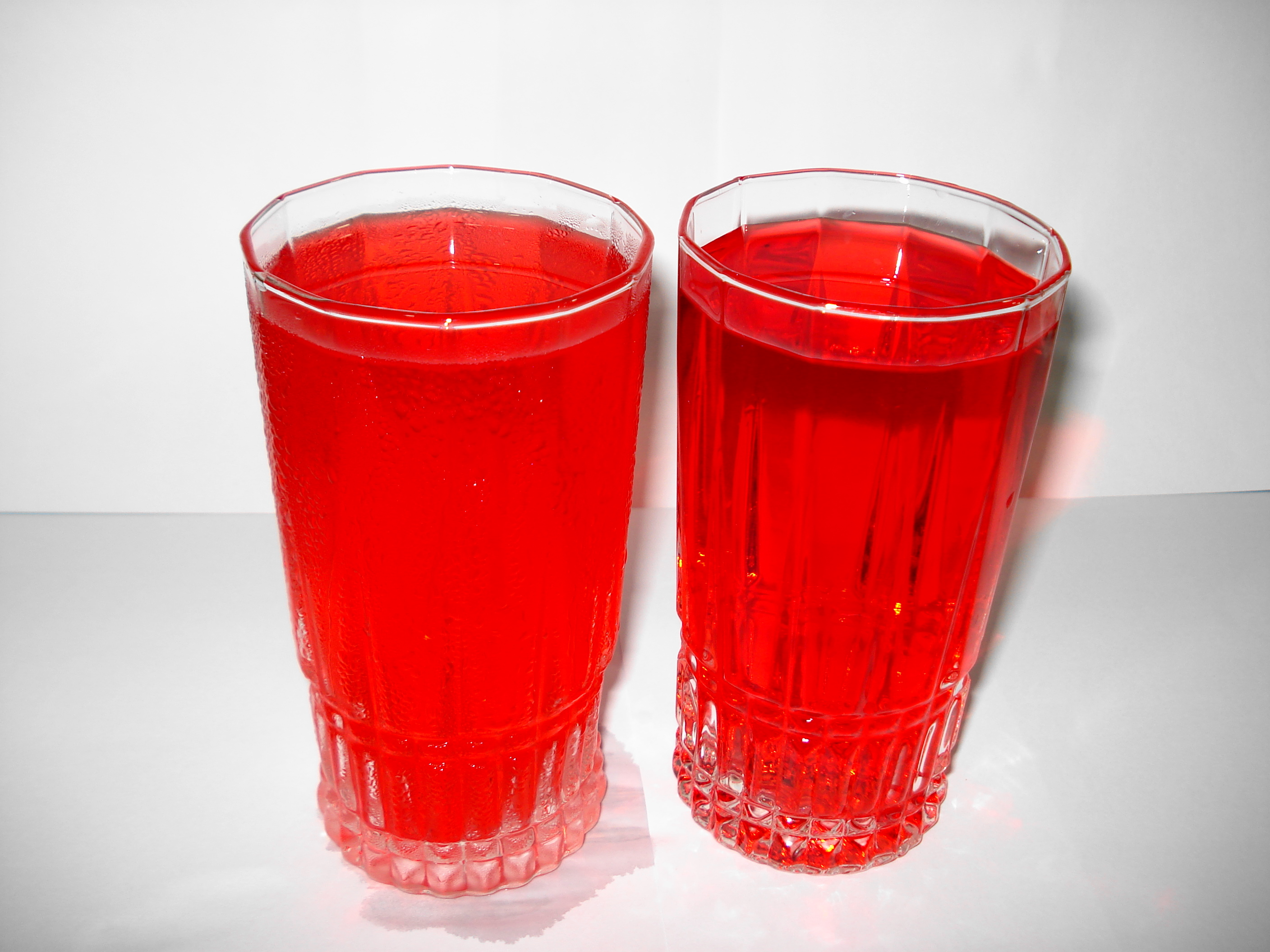
كوبين من الشربات في الهند، من شربات أو شوربوت روح أفزا ، وهو مصنوع من مستخلصات نباتية من الفواكه والأعشاب، وهو مركب غير كحولي. تم تصنيعه في عام 1906 في غازي آباد، أوتر براديش، الهند، وتم إطلاقه من دلهي القديمة، الهند.

يأتي المصطلح من الكلمة الفارسية شربت (شربت)، والتي تعني مشروبًا من السكر والماء. وهذا بدوره جاء من الكلمة العربية "شربة " أي "شرب". وبحلول أواخر العصور الوسطى، أصبحت الكلمة العربية "شراب" تعني "مشروب كحولي" بينما اكتسب الشكل البديل "شربات" ونسخته الفارسية والتركية، "شربت" و "شربت" على التوالي، معنى مشروب حلو غير كحولي.

## لمحة تاريخية
يُعتقد أن الشربات نشأ في إيران (بلاد فارس). وقد تم إدراج العديد من أنواع الشراب في كتاب القانون في الطب الذي ألَّفه العالم الفارسي ابن سينا في القرن الحادي عشر. وفي القرن الثاني عشر، وصف جرجاني في كتابه الذخيرة الخوارزمشاهية بالفارسية، أنواعًا مختلفة من الشربات في إيران، بما في ذلك الحصرم (غوره) الرمان (انار) وسكنجبين، إلخ.
أول إشارة غربية لكلمة شربات كانت من مصدر إيطالي يشير إلى شيء يشربه الأتراك. وقد دخلت الكلمة إلى اللغة الإيطالية كـ sorbetto والتي أصبحت sorbet في اللغة الفرنسية. وفي القرن السابع عشر، بدأت إنجلترا في استيراد "مساحيق الشربات" المصنوعة من الفواكه المجففة والزهور المخلوطة بالسكر. في العصر الحديث، ولا يزال مسحوق الشربات ‏ شائعًا في المملكة المتحدة. وقد كتب كاتب إنجليزي ‏ معاصر، سافر إلى الشرق الأوسط، عن "أنواع مختلفة من الشربات... بعضها مصنوع من السكر والليمون، وبعضها من البنفسج، وما شابه ذلك". وعندما اكتشف الأوروبيون كيفية تجميد الشربات، ‏ بدأوا في صنع السوربيتو بإضافة عصائر الفاكهة والنكهات إلى قاعدة من الشراب البسيط المجمد. أما في الولايات المتحدة، كانت الشربات تعني عمومًا الحليب المثلج، ولكن وصفات المشروبات في محلات نافورة الصودا القديمة تتضمن مكونات مثل الجيلاتين، أو بياض البيض المخفوق، أو الكريمة، أو الحليب.
كانت الشربات تصنع تقليديًا من عصير القصب، ولكن في العصر الحديث أصبحت تصنع عادةً في المنزل بالسكر والماء. بحيث يضاف الليمون أحيانًا لتحسين ملمس ونكهة الشربات. كما يتم استخدام العسل أيضًا بشكل شائع كمحلي. وتأتي الشربات بالعديد من النكهات بما في ذلك الليمون والرمان والسفرجل والفراولة والكرز والبرتقال والورد وزهر البرتقال والتمر الهندي والتوت والبنفسج. وقد أطلق على أحد أنواع الشربات التي ذكرت في كتاب الطبخ الذي ألفه فريدريش أونجر في القرن التاسع عشر اسم gülgülü tiryaki şerbet والذي يعني "شربات آكل الأفيون الوردي".

## أصناف الشربات

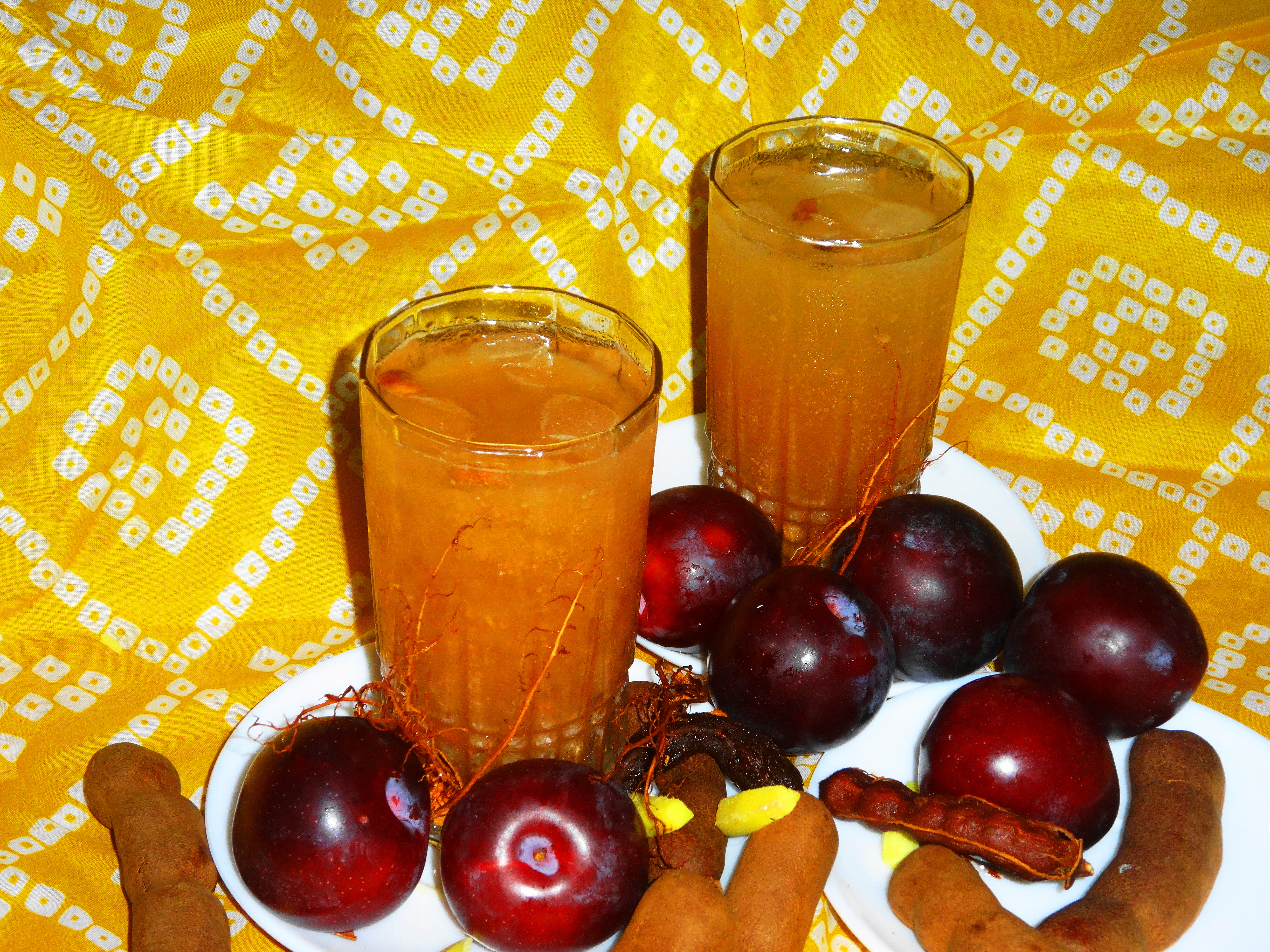
شربات التمر الهندي والبرقوق

شربات التمر الهندي هو مشروب غير كحولي شائع في البلدان الإسلامية ويتم تحضيره عادةً خلال شهر رمضان. ويعرف التمر الهندي في تركيا باسم "ديميرهندي شربتي"، كما أنه قد ينكه بالقرنفل، والهيل، والزنجبيل الطازج، وعود القرفة، والعسل، والمريمية، وأزهار الزيزفون المجففة. أما في اللغة الأردية، فيسمى التمر الهندي إملي وعادةً ما يقترن بالبرقوق المجفف المعروف بـ( آلو بخارى).
من المحتمل أن يكون شربات اللوز من أصل فارسي ويمكن تنكيهه بالهيل والكيورا. هناك نوع آخر من شربات اللوز يتم تحضيرها باستخدام الحليب والزعفران ويتم إضافة بذور الشمام لمسك في بعض الأحيان.

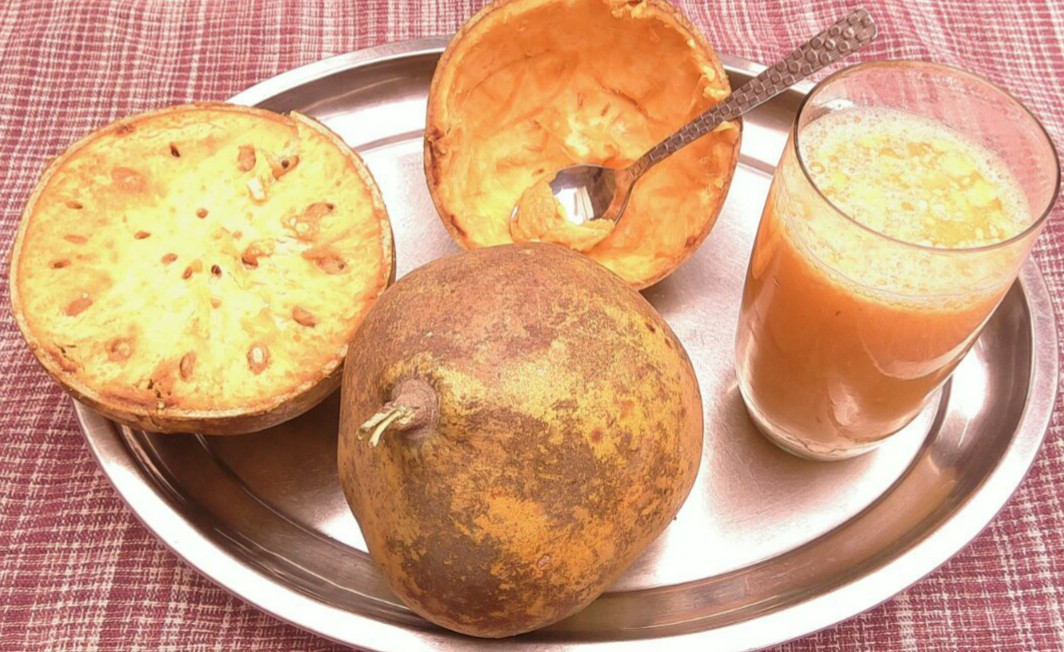
بيلا بانا

يمكن إضافة نكهة شربات التفاح الخشبي بالملح والفلفل والنعناع أو ببساطة بالسكر وعصير الليمون. يُطلق عليه اسم" بيل كا شربات " وهو من المشروبات الأكثر شعبية في الهند وقد تم ذكره في الجريدة الزراعية لولاية نيو ساوث ويلز عام 1894. وهناك نوع آخر من الشربات في الهند مصنوع من خشب الصندل المطحون ( تشاندان) والحليب المحلى. فيما تشكل ثمار الفالسا قاعدة أخرى لبعض أنواع شربات جنوب آسيا. أما بعض أنواع الشربات الحامضة فقد تستخدم الفواكه الحمضية أو التمر الهندي أو توت الأملا. يتم تحضير مشروب الليمون الهندي المعروف باسم نيمبو باني باستخدام عصير الليمون الطازج أو عصير الليمون الحامض مع نكهات إضافية مثل الزنجبيل أو النعناع أو الزعفران أو الكيورا أو حتى الفلفل الأسود المطحون.
يمكن تحضير شربات نجيل الهند (شراب الخس) عن طريق إضافة خلاصة الخس إلى السكر والماء. ويتم تصنيع خلاصة الخس نفسه من جذور عشبة نجيل الهند. ويمكن استخدام شربات نجيل الهند كنكهة للميلك شيك واللاسي ومشروبات الزبادي الأخرى والآيس كريم ومشروبات شيرلي تيمبل وغيرها من المشروبات المختلطة. كما يمكن استخدامه أيضًا كإضافة عامة للحلويات.
نكهة الشربات الأكثر شيوعًا على الأرجح هي الورد. حيث يمكن استخدام شربات الورد كإضافة على حلوى مهلبية الحليب. كما تتضمن إحدى الطرق التركية لصنع شربات الورد عجن بتلات الورد الطازجة مع القليل من حمض الستريك أو السكر لإطلاق عطرها. (إذا تم استخدام السكر، تُترك البتلات في الثلاجة طوال الليل ويُضاف له كمية صغيرة من عصير الليمون في اليوم التالي). بحيث يُطلق على خليط البتلات هذا اسم gül mayası ويمكن إضافته إلى قاعدة شربات من السكر والماء لصنع زينة شربات الورد الذي يمكن استخدامها لتضيف نكهة للحلويات مثل المهلبية، وغيرها من الكعك والبسكويت.

## الشرق الأوسط

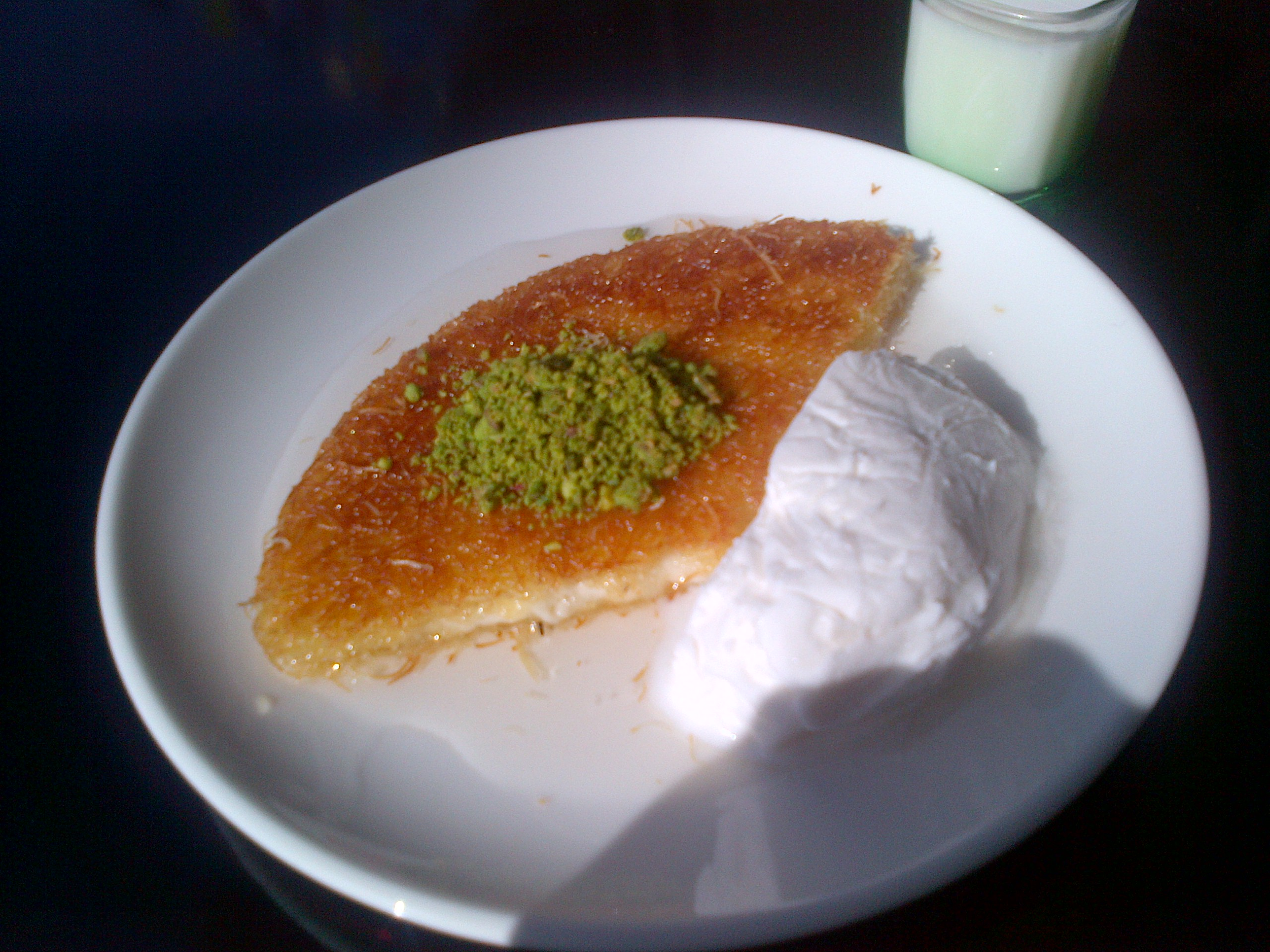
كنافة، حلوى مصنوعة من القطايف المنقوعة في الشربات، تقدم مع آيس كريم مرعش

لم يكن لدى العديد من المسلمين العثمانيين عادة تناول أو تقديم المشروبات الكحولية، مما ساهم في انتشار شربات خلال العصور الوسطى. كان من الممكن أن تتخذ الشربات ثلاثة أشكال: شراب يسمى سيرب (şurup)، ومعاجين تسمى (çevirme) وأقراص. وقد كان صانعو الحلويات العثمانيون يصنعون خلاصات مركزة من مكونات طازجة يمكن تخفيفها لصنع الشربات. في العصر الحديث، انخفض إنتاج الشربات، لكن لا يزال يتم تصنيع الشراب في بعض مناطق تركيا. أما المعاجين فتعتبر نادرة ولا يمكن العثور عليها إلا في المتاجر المتخصصة؛ فمعظم المعاجين التجارية المتوفرة حاليًا اليوم تقتصر على نكهات البرغموت أو المصطكي. كانت الأقراص منتجًا خاصًا، حتى في العصر العثماني، حيث كانت تُصنع فقط بواسطة الحلوانيين في المتاجر المتخصصة. ولتحضير الأقراص، كان يتم إضافة عصائر الفاكهة والزيوت الأساسية، مثل زيت الورد أو القرفة، إلى الماء المغلي المحلى وتحريكها على جوانب المقلاة حتى يبدأ السكر في التبلور. كما قد تضاف التوابل والمكسرات المطحونة والأعشاب إلى الخليط، الذي يُسكب على لوح رخامي كبير ويُترك ليتماسك.

في القرن التاسع عشر كتب إسحاق إدريهي عن صاحب متجر يُدعى مصطفى كان يصنع نوعين من المشروبات يطلق عليهما الشربات والخشاب:
ومن الأطعمة الفاخرة التي يفتخر بها الحاج مصطفى هو الخشاب. رغم أن هذا المشروب، وثيق الصلة بالشربات، إلا أنه لا ينبغي الخلط بينهما. حيث أن الأخير يكون محمضًا قليلاً، ويحضر عمومًا من عصير الليمون الطازج، أو السفرجل، أو البرتقال، أو الكرز، أو من العنب المسكر، أو التوت، أو البرقوق الدمشقي، ثم يُعصر أو يُخفف في الماء البارد، وبالتالي يُشرب في جميع الأوقات. لكن الخشاب (الماء اللذيذ) يعد من أشكال خاتمة كل الولائم التقليدية، ويتكون من الفواكه المعلبة أو الشراب، مثل رمان آيدين، وبرقوق ماردين، والمشمش الدمشقي والبخاري، وخوخ رودستو، وكرز سكالا نوفا، وفراولة بيبك، وورود أدرنة، والتمر الهندي، وما إلى ذلك." 
يذكر الكاتب العثماني أوليا جلبي أن تجار خوشاب في مصر العثمانية كانوا يصنعون الخشاب، الذي وصفه "نوعًا من الشربات"، من "عصير أجود أنواع الفاكهة، مثل مشمش بخارى، وخوخ ماردين، وإجاص أذربيجان، وتوت عربجير، وعنب سميرنا، والكرز الحامض (إيغريوت) من رودوستو، وتفاح كوجا إيلي، وخوخ تيميسوار، وخوخ القسطنطينية". ووفقًا لهذه الرواية، فإن الخشاب مُنكّه بـ"العنبر والمسك". ثم يواصل حديثه بوصف مجموعة مختلفة من تجار الشربات الذين تزين متاجرهم "بآلاف الكؤوس والأوعية المصنوعة من الصين والفايانس، والمملوءة بالشربات المصنوعة من الراوند والورود والليمون واللوتس والتمر الهندي والعنب".
كتب سليمان جلبي في قصيدة عثمانية من القرن الخامس عشر: "بينما كنت أحترق من العطش الشديد، أعطوني كأسًا من الشربات" وذلك وصفًا لكيفية إعطاء والدة النبي محمد كأسًا من الشربات أثناء ولادتها. ولا يزال من المعتاد في الأناضول، عندما تلد امرأة أن يتم تقديم شربات ساخن للضيوف يسمى شربت لهوسا (lohusa şerbeti).
تشمل نكهات الشربات الشائعة التمر الهندي والرمان والتوت الأسود والعنب الحامض والعرقسوس والكرز الحامض والورد والعسل. وتستخدم إحدى الوصفات زهور الوستارية الأرجوانية الطازجة. حيث تنقع البتلات في الماء لمدة يوم كامل ثم تصفى باستخدام قماش الجبن [الإنجليزية] وبعد ذلك يتم تجميع البتلات داخل القماش ويتم أيضًا عصر السائل العطري منها في الوعاء الذي يحتوي على الماء المعطر. ثم يضاف السكر له ويترك الخليط المحلى ليرتاح طوال الليل.
يُطلق على الشربات البسيط من الليمون وحمض الستريك والماء، بدون بهارات إضافية، اسم "شربات الخطوبة" باللغة التركية ويُقدم تقليديًا في حفلات الخطوبة. ومن الممكن إضافة نكهة العسل والقرنفل اختياريًا إلى بعض أنواع شربات الليمون. ويمكن أيضًا تحضير شربات مشابه بنكهة القرنفل وعصير الليمون باستخدام الخوخ الطازج. كما أن تركيبة التفاح الأخضر والقرفة هو مزيج لنكهة ممكنة آخرى. أما إحدى وصفات "الشربات العثماني" فقد تتطلب إلى غلي الكرز الحامض المحلى، والخوخ المجفف، والزبيب الذهبي، والزنجبيل الطازج، والقرنفل، وعيدان القرفة معًا على نار هادئة حتى تمتزج النكهات.

## الهند
تم إدخال الشربات إلى الهند من قبل المغول في القرن السادس عشر. انتشر هذا المشروب في شبه القارة الهندية على يد بابور، الذي كان يرسل كميات كبيرة من الثلج من جبال الهيمالايا لصنع مشروب بارد منعش.

## الجزائر

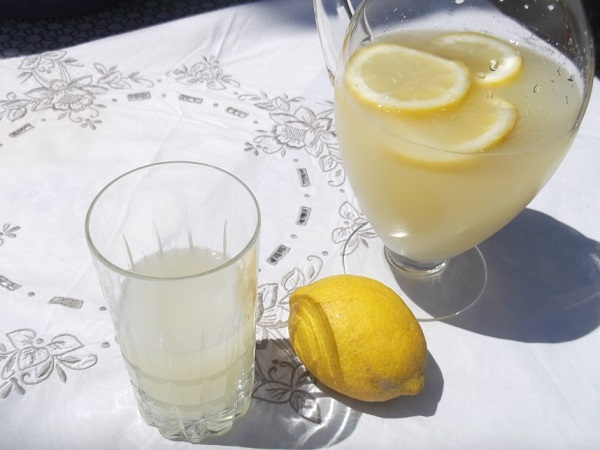
شربات بالليمون

الشربات (الإنجليزية: Cherbet أو Sharbat)، المعروفة أيضًا كذلك أو شربات مزهر، وهو مشروب جزائري تقليدي. حيث تشرب العروس في حفلات الزفاف الجزائرية، كمية كبيرة من هذا المشروب التقليدي ثم تقدمها لضيوفها الإناث بعد طقوس الحمام، إلى جانب معجنات البريوش التي تسمى كعك بوشكارة. يعود أصلها إلى منطقة الجزائر وتحديداً مدينة الجزائر. ويأتي اسمها من اللغة العربية الجزائرية ويعني "مشروب مصنوع من ماء زهر البرتقال".
وهو عبارة عن شراب مكون من الماء والقرفة الطازجة وكمية كبيرة من ماء زهر البرتقال والسكر حسب الرغبة.